# Justin Furstenfeld
Justin Steward Furstenfeld (* 14. Dezember 1975 in Houston, Texas) ist ein US-amerikanischer Rockmusiker. Er ist Sänger, Songwriter, Aufnahmeproduzent, Gitarrist und Frontmann der Rockband Blue October. Er ist der Bruder von Jeremy Furstenfeld, dem Drummer der Band.

## Leben
Als Kind wurde sein Geschmack für melancholische Musik geweckt, nachdem er den Song Crying von Roy Orbison gehört hat. Seit seinem 14. Lebensjahr befindet sich Furstenfeld in Psychotherapie. Mit 22 Jahren wurde Furstenfeld erstmals klinisch vorstellig. Kurz nach seiner Entlassung veröffentlichte er mit der Band das Album The Answers.
Auf der Highschool begann er mit dem Musizieren und Theaterschauspiel. Mit 16 schrieb Furstenfeld seinen ersten Song, welcher über den Selbstmord von Jugendlichen handelte.
Furstenfeld gründete als Schüler der High School for the Performing and Visual Arts (HSPVA) im Alter von 13 Jahren die Band The Last Wish, die zwei Alben veröffentlichte und bis 1995 dort spielte.
Furstenfeld produzierte für die Band Canvas das Album Four Days Awake und war an den Aufnahmen als Backgroundsänger beteiligt. Im August 2008 tourte er gemeinsam mit der Twilight-Autorin Stephenie Meyer durch vier Städte der USA, die Konzerte waren allesamt ausverkauft. Zudem ist Furstenfeld auch als Künstler tätig. So wurden zum Beispiel seine Zeichnungen als Coverbilder der Alben The Answers und History for Sale genutzt. 2009 erschien mit Crazy Making ein Buch von Justin Furstenfeld, dass alle Songtexte enthält.
Seine Texte behandeln Themen wie mentale Depressionen, Drogenabhängigkeit, Liebe, Betrug und Vergebung. Die Entstehung dieser Texte beschreibt er folgendermaßen:

„Ich kann mich nicht daran erinnern, dass ich diese Songs geschrieben habe. Sie kommen einfach so heraus, wenn es zu viel für mich wird. Es ist so, als ob man seinen inneren Frieden findet., Inzwischen fühle ich mich nicht mehr so verletzt wegen dieser gescheiterten Beziehung. Ich bin jetzt an einem besseren Platz. Ich warte nur darauf, endlich dieses glückliche Lied zu schreiben. Ich heiße es mit offenen Armen willkommen.“

1996 trat Furstenfeld unter der Regie von Julia Dyer im Film Late Bloomers ... lieber spät als nie auf. Seine erste größere Filmrolle hatte er allerdings erst im Jahr 2022, als er die Rolle des Ajax Abernathy im Film Section 8 von Christian Sesma spielte. Im Februar 2022 wurde außerdem bestätigt, dass Furstenfeld eine Rolle im Actionthriller Lights Out erhält.

## Privates
Furstenfeld war zwei Mal verheiratet und hat zwei Töchter, eine aus erster und eine aus zweiter Ehe. Seine erste Frau trennte sich im Jahr 2010 von ihm. Seine älteste Tochter, Blue Reed, lebt nach einem Sorgerechtsstreit bei ihm. Seine zweite Frau, Sarah Furstenfeld, heiratete er im Sommer des Jahres 2012. Kurz darauf kam Furstenfelds zweite Tochter zur Welt. Im Jahr 2016 wurde er Vater eines Sohnes. Anfang des Jahres 2022 reichte er die Scheidung von seiner zweiten Frau ein, mit der er nach wie vor ein freundschaftliches Verhältnis pflegt.
Er war einige Zeit lang drogenabhängig und Alkoholiker.
Im Jahr 2020 wurde ein Dokumentarfilm unter Regie von Norry Niven mit dem Titel Get Back Up veröffentlicht, der Furstenfelds Kampf mit Depressionen, seiner Abhängigkeit und den Kampf zurück ins Leben zeigt.

## Philanthropie
Er unterstützt die Organisation Freunde fürs Leben, die über Depressionen informiert und über Suizid aufklärt. 2014 erschien sein Debüt-Solo-Album Songs From An Open Book, welches Akustikversionen verschiedener Blue-October- und The-Last-Wish-Lieder beinhaltet. Dieses stieg auf Platz 45 in den US-Albumcharts ein.

## Veröffentlichungen

### Mit The Last Wish
- 1993: Rooftop Sessions
- 1995: The First of February

### Solo
- 2014: Songs from an Open Book
- 2017: Open Book Winter Album

### Bibliographie
- 2009: Crazy Making. Beinhaltet alle Songs, die bisher veröffentlicht wurden, sowie deren Hintergrund. Außerdem beinhaltet es teilweise die bisherige Lebensgeschichte des Sängers. Das Album wird auf jedem Konzert der Band verkauft und ist nicht im freien Handel zu erwerben. Verlag ist Paris on Paper.

### Filmographie
- 1996: Late Bloomers… lieber spät als nie (Originaltitel: Late Bloomers) als Nick (Regie: Julia Dyer)
- 2020: Getting Back Up als er selbst – Dokumentationsfilm (Regie: Norry Niven)
- 2022: Section 8 als Ajax Abernathy (Regie: Christian Sesma)
- 2023: Lights Out als Stan Lazare (Regie: Christian Sesma)

### Bilder
- 1998: The Answer (auch Albumcover des gleichnamigen Albums)
- 1998: The Greatest Tragedy
- 2003: History for Sale (auch Albumcover des gleichnamigen Albums)
- 2007: Sorry Boy Burns Bright (auch als Plakat für die 2007-Tour)
- 2007: Teach Your Baby Well